# Епархија милешевска
Епархија милешевска је епархија Српске православне цркве.
Надлежни епархијски архијереј је Атанасије (Ракита), а седиште епархије налази се у Пријепољу где је и Саборна црква.

## Историјат

### Оснивање епархије
Темељи епархије у долини Лима ударени су са оснивањем манастира Милешеве у првој половини 13. века. Дата епархија је често мењала име, али је увек за своју столицу имала манастир Милешеву.
О оснивању Милешевске митрополије врло мало се зна. У једној служби Светом Сави она се назива „славном митрополијом“. Један милешевски митрополит, чије се име не зна, крунисао је бана Твртка за српског и босанског краља. Први милешевски митрополит чије нам је име познато је Давид. Био је „блиски сарадник и поклисар херцега Стјепана Вукчића и његових
синова“. Приликом састављања опоруке херцега Стјепана, митрополит Давид га је писао и био сведок приликом потписивања истога.
После митрополита Давида, а вероватно под утицајем веза митрополије са простором и владарима Херцеговине, јерарси милешевски преузимају звање Митрополита херцеговачког и милешевског. Током следећа три века Митрополити ове епархије столују у манастиру Милешеви.

### Обнова милешевске епархије
Први подстицај за оснивање епархије био је проширење звања епископа будимљанског у епископ будимљанско-полимски. Ово се десило после Другог светског рата, а трајало је свега једну деценију.
Коначно, Епархија милешевска за западни део рашке области, Средње Полимље и Потарје, образована је 1992. године, и од тада у њеном средишту, манастиру Милешева, столују: епископ Георгије, епископ Василије, епископ Филарет, епископ Јоаникије(администратор) и епископ Атанасије.
Својим доласком у Милешеву, на Ивањдан 7. јула 1999. године, владика Филарет (крштено име Јеленко Мићевић), од првог радног часа на дужности епископа Епархије милешевске развијао је свестрану активност на изградњи нових и подизању из рушевина старих цркава и манастира у Полимљу, Потарју и шире — у Рашкој области.
Дана 14. марта 2015. године извршена је одлука Светог архијерејског синода СПЦ од 12. марта 2015. о примопредаји Епархије милешевске између досадашњег епископа господина Филарета и привременог администратора ове епархије Његовог преосвештенства господина Јоаникија, епископа будимљанско-никшићког.

## Манастири
1. Бања,
2. Бистрица,
3. Водена Пољана,
4. Давидовица,
5. Довоља,
6. Дубница,
7. Дубочица,
8. Ђурђевића Тара,
9. Јабука,
10. Јања,
11. Куманица,
12. Мажићи,
13. Милешева,
14. Пустиња (пријепољска),
15. Света Тројица,
16. Сељани.
17. Житин

## Јерарси

### Митрополит милешевски
- Давид (1466—1470).

### Митрополити херцеговачко-милешевски
- Диомидије (пре 1524),
- Марко (1531—1534),
- Леонтије (1601—1611),
- Лонгин (1633-пре 1643),
- Максим II (1643—1648),
- Јован (1675—1676),
- Павле (1744).

### Епископибудимљанско-полимски
Звање полимског епископа било је спојено са звањем епископа будимљанског — епископи будимљанско-полимски:
- Макарије Ђорђевић (1947—1955),
- Герман Ђорић (1955—1956), администрирао епархијом.

### Епископи милешевски
- Георгије Ђокић (1992—1994) — администратор
- Василије Веиновић (1994—1997)
- Патријарх српски Павле (1997-1999) - администратор
- Филарет Мићевић (1999—2015)
- Јоаникије Мићовић (2015—2017) — администратор
- Атанасије Ракита (2017—)